# Copa de la UEFA de Fútbol Sala 2013-14
La Copa de la UEFA de fútbol sala 2013-14 es la vigésimo octava edición del torneo europeo de futsal y la decimotercera bajo el actual formato de la Copa de la UEFA.

## Ronda preliminar

### Grupo A
| Equipo          | Pts | PJ | PG | PE | PP | DG  |
| --------------- | --- | -- | -- | -- | -- | --- |
| Sporting Paris  | 6   | 2  | 2  | 0  | 0  | 25  |
| Lexmax Chisinau | 3   | 2  | 1  | 0  | 1  | -4  |
| Nautara Kaunas  | 0   | 2  | 0  | 0  | 2  | -21 |

### Grupo B
| Equipo                    | Pts | PJ | PG | PE | PP | DG  |
| ------------------------- | --- | -- | -- | -- | -- | --- |
| Baku United FC            | 9   | 3  | 3  | 0  | 0  | 15  |
| Wisła Kraków              | 6   | 3  | 2  | 0  | 1  | 3   |
| KF Jedinstvo Bijelo Polje | 3   | 3  | 1  | 0  | 2  | -3  |
| KS Ali Demi               | 0   | 3  | 0  | 0  | 3  | -15 |

### Grupo C
| Equipo             | Pts | PJ | PG | PE | PP | DG  |
| ------------------ | --- | -- | -- | -- | -- | --- |
| Vegakameratene     | 7   | 3  | 2  | 1  | 0  | 5   |
| Futsal Minerva     | 6   | 3  | 2  | 0  | 1  | 13  |
| Stella Rossa       | 4   | 3  | 1  | 1  | 1  | 0   |
| Fırat Üniversitesi | 0   | 3  | 0  | 0  | 3  | -18 |

### Grupo D
| Equipo              | Pts | PJ | PG | PE | PP | DG  |
| ------------------- | --- | -- | -- | -- | -- | --- |
| Tango Sarajevo      | 6   | 2  | 2  | 0  | 0  | 15  |
| Asa Ben Gurion      | 3   | 2  | 1  | 0  | 1  | 2   |
| Wrexham Futsal Club | 0   | 2  | 0  | 0  | 2  | -17 |

### Grupo E
| Equipo    | Pts | PJ | PG | PE | PP | DG  |
| --------- | --- | -- | -- | -- | -- | --- |
| Varna     | 9   | 3  | 3  | 0  | 0  | 17  |
| Zelezarec | 6   | 3  | 2  | 0  | 1  | 13  |
| FC Encamp | 3   | 3  | 1  | 0  | 2  | -6  |
| Shahumyan | 0   | 3  | 0  | 0  | 3  | -24 |

### Grupo F
| Equipo         | Pts | PJ | PG | PE | PP | DG  |
| -------------- | --- | -- | -- | -- | -- | --- |
| Vitebsk        | 9   | 3  | 3  | 0  | 0  | 14  |
| Eden College   | 4   | 3  | 1  | 1  | 1  | 0   |
| Göteborg       | 4   | 3  | 1  | 1  | 1  | -2  |
| Perth Saltires | 0   | 3  | 0  | 0  | 3  | -12 |

### Grupo G
| Equipo           | Pts | PJ | PG | PE | PP | DG |
| ---------------- | --- | -- | -- | -- | -- | -- |
| Hamburg Panthers | 7   | 3  | 2  | 1  | 0  | 10 |
| Hibernians FC    | 4   | 3  | 1  | 1  | 1  | -4 |
| Gentofte         | 3   | 3  | 1  | 0  | 2  | -4 |
| Ilves FS         | 2   | 3  | 0  | 2  | 1  | -2 |

### Grupo H
| Equipo            | Pts | PJ | PG | PE | PP | DG |
| ----------------- | --- | -- | -- | -- | -- | -- |
| Athina '90        | 6   | 2  | 2  | 0  | 0  | 8  |
| Víkingur Ólafsvík | 3   | 2  | 1  | 0  | 1  | -3 |
| Anzhi Tallinn     | 0   | 2  | 0  | 0  | 2  | -5 |

## Ronda Principal

### Grupo 1
| Equipo                | Pts | PJ | PG | PE | PP | DG  |
| --------------------- | --- | -- | -- | -- | -- | --- |
| MFK VitEn Vitebsk     | 7   | 3  | 2  | 1  | 0  | 6   |
| Slov-Matic Bratislava | 6   | 3  | 2  | 0  | 1  | 13  |
| FK Nikars Riga        | 4   | 3  | 1  | 1  | 1  | 1   |
| Hamburg Panthers      | 0   | 3  | 0  | 0  | 3  | -20 |

### Grupo 2
| Equipo              | Pts | PJ | PG | PE | PP | DG  |
| ------------------- | --- | -- | -- | -- | -- | --- |
| Györi               | 9   | 3  | 3  | 0  | 0  | 9   |
| Tango Sarajevo      | 4   | 3  | 1  | 1  | 1  | 2   |
| Iberia Star Tbilisi | 4   | 3  | 1  | 1  | 1  | -1  |
| FC Varna            | 0   | 3  | 0  | 0  | 3  | -10 |

### Grupo 3
| Equipo            | Pts | PJ | PG | PE | PP | DG |
| ----------------- | --- | -- | -- | -- | -- | -- |
| Tulpar Karagandy  | 5   | 3  | 1  | 2  | 0  | 5  |
| Lokomotiv Kharkov | 4   | 3  | 1  | 1  | 1  | 1  |
| Marca Futsal      | 4   | 3  | 1  | 1  | 1  | -1 |
| Sporting Paris    | 3   | 3  | 1  | 0  | 2  | -7 |

### Grupo 4
| Equipo         | Pts | PJ | PG | PE | PP | DG  |
| -------------- | --- | -- | -- | -- | -- | --- |
| FK EP Chrudim  | 7   | 3  | 2  | 1  | 0  | 6   |
| FC Litija      | 6   | 3  | 2  | 0  | 1  | 5   |
| Baku United    | 4   | 3  | 1  | 1  | 1  | 0   |
| Omonia Nicosia | 0   | 3  | 0  | 0  | 3  | -11 |

### Grupo 5
| Equipo              | Pts | PJ | PG | PE | PP | DG |
| ------------------- | --- | -- | -- | -- | -- | -- |
| Ekonomac Kragujevac | 9   | 3  | 3  | 0  | 0  | 12 |
| CF Eindhoven        | 6   | 3  | 2  | 0  | 1  | -1 |
| Nacional Zagreb     | 3   | 3  | 1  | 0  | 2  | -2 |
| Vegakameratene      | 0   | 3  | 0  | 0  | 3  | -9 |

### Grupo 6
| Equipo              | Pts | PJ | PG | PE | PP | DG  |
| ------------------- | --- | -- | -- | -- | -- | --- |
| Araz Naxçivan       | 7   | 3  | 2  | 1  | 0  | 6   |
| City´US Târgu Mures | 5   | 3  | 1  | 2  | 0  | 1   |
| Châtelineau         | 4   | 3  | 1  | 1  | 1  | 4   |
| Athina´90           | 0   | 3  | 0  | 0  | 3  | -11 |

## Ronda Élite
En esta ronda juegan los mejores equipos de Europa.

### Grupo A
| Equipo              | Pts | PJ | PG | PE | PP | DG  |
| ------------------- | --- | -- | -- | -- | -- | --- |
| FC Barcelona        | 9   | 3  | 3  | 0  | 0  | 17  |
| Lokomotiv Járkov    | 6   | 3  | 2  | 0  | 1  | -1  |
| FK EP Chrudim       | 3   | 3  | 1  | 0  | 2  | 4   |
| City´US Târgu Mures | 0   | 3  | 0  | 0  | 3  | -20 |

20 de Noviembre
- FC Barcelona 6-1 Járkov
- FK EP Chrudim 9-1 City´US Târgu Mures

21 de Noviembre
- City´US Târgu Mures 1-10 FC Barcelona
- FK EP Chrudim 2-3 Lokomotiv Járkov

23 de Noviembre
- Lokomotiv Járkov 3-0 City´US Târgu Mures
- FC Barcelona 4-1 FK EP Chrudim

### Grupo B
| Equipo                | Pts | PJ | PG | PE | PP | DG |
| --------------------- | --- | -- | -- | -- | -- | -- |
| MFK Dinamo            | 9   | 3  | 3  | 0  | 0  | 15 |
| FC Litija             | 6   | 3  | 2  | 0  | 1  | -1 |
| Ekonomac Kragujevac   | 3   | 3  | 1  | 0  | 2  | -7 |
| Slov-Matic Bratislava | 0   | 3  | 0  | 0  | 3  | -7 |

### Grupo C
| Equipo            | Pts | PJ | PG | PE | PP | DG  |
| ----------------- | --- | -- | -- | -- | -- | --- |
| Kairat Almaty     | 9   | 3  | 3  | 0  | 0  | 24  |
| Tulpar Karagandy  | 6   | 3  | 2  | 0  | 1  | 1   |
| MFK VitEn Vitebsk | 1   | 3  | 0  | 1  | 2  | -11 |
| Tango Sarajevo    | 1   | 3  | 0  | 1  | 2  | -14 |

### Grupo D
| Equipo            | Pts | PJ | PG | PE | PP | DG  |
| ----------------- | --- | -- | -- | -- | -- | --- |
| Araz Naxçivan     | 9   | 3  | 3  | 0  | 0  | 11  |
| Sporting Portugal | 6   | 3  | 2  | 0  | 1  | 7   |
| Györi             | 3   | 3  | 1  | 0  | 2  | -5  |
| CF Eindhoven      | 0   | 3  | 0  | 0  | 3  | -13 |

## Ronda final

### Semifinales
- Se jugaron el jueves 24 de abril de 2014.

 Kairat Almaty 1-2  MFK Dinamo
 Araz Naxçivan 4-4 (pen. 2-4)  FC Barcelona

### Final
- Se jugó el sábado 26 de abril de 2014.

 MFK Dinamo 2-5 (pr)  FC Barcelona
| Copa de la UEFA 2013–14  |
| ------------------------ |
|                          |
| FC Barcelona 2.nd Título |